# Аль-Сахлани, Абир
Абир Аль-Сахлани (швед. Abir Al-Sahlan; род. 18 мая 1976, Ирак) — шведский государственный и политический деятель иракского происхождения, член шведской Партии Центра, а с июля 2019 года депутат Европейского парламента. Она живёт в Хегерстене, в одном из районов Стокгольма.

## Биография
Абир Аль-Сахлани родилась в Ираке, а её отец Абид Аль-Сахлани был активным членом запрещенной в Ираке коммунистической партии, выступавшей против правления Саддама Хусейна, из-за чего их семье пришлось просить политического убежища у коммунистической Болгарии в 1977 году. Им разрешили остаться в Болгарии, однако, затем её отец стал офицером иракской армии сопротивления и сражался в Курдистане. Она переехала со своей матерью в Сирию, в Дамаск на пару лет, затем отправилась в Южный Йемен, но снова переехала в Болгарию в связи с гражданской войной в Южном Йемене в 1986 году. Позже семье Абир сообщили, что Абид погиб, и после распада Советского Союза она сбежала в Швецию вместе с её дядей в 1991 году. Вскоре после этого она узнала, что её отец жив, однако, был заключен под стражу в Багдаде. Позже их семья всё-таки смогла воссоединиться в Швеции.
Абир Аль-Сахлани училась в средней школе в Сундсвалле Nacka (Internationella Engelska Skolan), где в старших классах она активно принимала участие волонтером в программе «Спасите детей», и в течение этого времени она помогала в быту детям-иммигрантов своими собственными силами.
Аль-Сахлани училась в Университете Средней Швеции(Mittuniversitetet) в Сундсвалле. Она получила степень магистра информационных систем в Стокгольмском университете.

## Политическая карьера
Абир Аль-Сахлани поддерживала действия США во время войны в Ираке в 2003 году. После падения Саддама Хусейна её отец вернулся к работе над демократическими процессами в Ираке. Абир Аль-Сахлани обратилась за поддержкой к местным партиям в Швеции для подготовки и обучения иракских политиков, и её поддержала партия Центра. Она активно занималась в Ираке строительством демократических институтов, женских семинаров, созданием светской партии, Национального демократического альянса и молодёжного парламента. В 2004 году Аль-Сахлани был назначен генеральным секретарем иракского Национального демократического альянса (ДНА). В феврале 2007 года Аль-Сахлани стала членом шведской партии Центра, и стала выступать в качестве политического эксперта в парламенте, отвечающего за работу комитета Комитета по иностранным делам.
Аль-Сахлани участвовала в выборах в Европейский парламент в 2009 году как третья в списке кандидатов партии Центра, но не прошла, так как избрали от патрии Центра только одного депутата. На парламентских выборах 2010 года она была на четвёртом месте в списке партии Центра муниципального округа Стокгольм, однако, не избрали только троих членов партии, но после ухода Андреса Карлгрена из правительства и парламента в сентябре 2011 года Аль-Сахлани стала депутатом, заменив Карлгрена.
Летом 2013 года международный фонд партии обнаружил Центра серьёзные недостатки в бухгалтерском учёте в демократических проектах в Ираке, по данным шведского радио, 300 000 евро не были указаны верно в декларации. После чего Абир Аль-Сахлани была допрошена. Демократические проекты были частично профинансированы Советом по международному сотрудничеству в целях развития (Sida) и включали, среди прочего, поддержку Партии национального демократического альянса в Ираке. Ей управлял её отец, который был лидером партии Национального демократического альянса. В мае 2014 года предварительное расследование было прекращено, и тогда Аль-Сахлани возобновила выполнять функции депутата парламента. В связи с этим расследованием её попросили не баллотироваться в качестве кандидата в депутаты на парламентских выборах 2014 года, чему она решила последовать.
В мае 2019 года Аль-Сахлани была избрана в Европейский парламент. С тех пор она работает в Комитете по занятости и социальным вопросам. Помимо должности в комитетах, она является членом межгрупповой группы Европейского парламента по правам ЛГБТ и межгрупповой группы Европейского парламента по морям, рекам, островам и прибрежным районам.